# 星優乃
星 優乃（ほし ゆうの）は、日本の元AV女優。

## 人物
- 趣味:車、犬のカット、ネイルアート、ダーツ、K-POP。
- チャームポイント:顎の先まで伸びる長い舌。
- 2008年9月よりパラダイステレビ女子アナになった。
- 現在はMENUPのイメージキャラクター。
- 2012年2月、アフリカ座 VIVID COLOR「Re：born～リボン～」の公演終了を以って引退した。

## 略歴
- 2006年AVデビュー。

## 出演作品

### アダルトビデオ
2007年
- 犯られた人妻たち 第4章 中出しされる5人の人妻（2月16日、Nadeshiko）他出演:葉山リカ、ほのか優、元木ひなよ、福原ミイナ
- 私立IP女学院 2（3月1日 アイデアポケット）共演:辻あずき、姫川りな、三津なつみ、島田香奈、松野ゆい、大石もえ、鈴木ありさ、熊川まき、瀬咲るな 他6人
- 愛しのフェラチーオ6 17人のザーメン中毒（3月10日、隼エージェンシー）他16名出演
- オナニスト 第十六章（3月10日、隼エージェンシー）他多数出演
- 人妻の情事7 夫以外の男に中出しされた妻たち（3月10日、隼エージェンシー）他出演:風間ゆみ、三上ユキ、葉月由良、水森あおい
- おはズボッ! 何でもう入れるのー!? キャー太いのが奥にあたって変になっちゃう～!（3月11日、アテナ映像）他出演:香咲美央、天乃ひな、大貫かりん、小笠原咲
- 中出しされた人妻たち 第4章（3月19日、ミスター・インパクト）他出演:元木ひなよ、大沢佑香、詩織、三上ユキ
- 極上手コキ Vol.2（3月19日、ミスター・インパクト）他多数出演
- 密室!ホスピタルパニック（4月5日、V&Rプロダクツ）共演:日比野夕希、佐藤るり、さいとう真央、柳田やよい、伊吹ゆうな、白石このみ
- キスマニアVol.2（4月19日、ミスター・インパクト）他多数出演
- びっちょまんSP 2（4月20日、クリスタル映像）他出演:春永みう、ゆきの小梅、斉藤舞、矢井田潤、里美りん、森永潤、鈴木マリ、神山愛美
- 変態DEKA娘お遊戯（4月25日、激弾カーニバル）
- エロエロパーティ（4月25日、しのだプロジェクト）共演:島田香奈、真中かおり、美咲沙耶、早坂めぐ、相澤ゆめ
- MOODYZファン感謝祭 バコバコバスツアー2007（5月1日、MOODYZ）共演:美咲沙耶、姫川りな、京本かえで、蛯原みなみ、若葉薫子、緒川さら、つゆの優、小峰由衣、羽純、櫻井あいか、元木ひなよ 他4人
- もしもこんな○○があったら… パート9（5月4日、V&Rプロダクツ）共演:安藤なつ妃、椎名めぐみ、佐伯奈々、堀田奈々、SHINO
- 用務員に飼われた女教師（5月20日、ホットエンターテイメント）他出演:澤よし乃
- 顔は丸の内 カラダは車中!!（5月25日、ホットエンターテイメント）他出演:南憂蘭、中野すず
- 淫乱熟女 後家の匂い生搾り（5月26日、ルビー）共演:小池絵美子
- 悪酔い美人姉さんたちが朝まで無礼講ち○ぽ遊び（6月1日、アロマ企画）共演:黒澤エレナ、早坂めぐ ※AV OPEN 2007 チャレンジステージエントリー作品
- 素人オネギャルHEAVEN 4時間 3（6月18日、ケイ・エム・プロデュース）他出演:野々宮りん、永崎みや、宮沢愛菜、折原姫
- 姉たちに犯される。2（6月19日、ドグマ）共演:山城美姫、大石もえ
- 唾液系痴女がマグロ男を鬼イカセ!!（6月22日、ビッグモーカル）他出演:南憂蘭、中野すず
- 義父による凌辱（7月1日、シネマジック）
- バコバス2006&2007特別編（7月13日、MOODYZ）他多数出演
- ヌーディストGALビーチ 2（7月15日、トップワン）共演:青木里菜、花山あおい、早乙女みなき、早坂めぐ、島田香菜、しいないおり、能田曜子、伊東玲美、大沢佑香、小柳さつき、矢沢未来、北沢亜美、福沢あや、二階堂ローザ
- サーファーギャルズ 4（7月20日、イマージュ）共演:大沢佑香、能田曜子
- 僕がペット 集団痴女編（7月20日、レアル・ワークス）共演:月嶋りお、藤咲飛鳥、加瀬あゆむ、三津なつみ、伊藤結衣
- 舌頂!超ベロ長フェチシズム 3 ～うねる長ベロと滴る唾液～（7月25日、アロマ企画）共演:蒼井風花、横山翔子、安藤なつ妃
- Lesbian Life 1（7月27日、U&K）共演:島田香奈
- 職権乱用 【第二章】（7月27日、U&K）共演:島田香奈 他出演:大槻遥、南原香織
- 腰を振る女 8（7月30日、ゴリラプロジェクト）他出演:原西あきな
- 浣腸遊戯 17（8月3日、グローリークエスト）他出演:押切麗奈、黒谷渚
- 若妻イラマチオ 無差別若妻狩りイラマ（8月4日、タカラ映像）
- エロかっこいい女の極上騎乗位×潮吹き×中出しファック!!2（8月20日、イマージュ）共演:伊東玲美
- 顔騎自慰 With Ass Jazz!!（8月24日、映天）他出演:黒谷渚、押切麗奈、緒川みずき、多々野昌稀
- 悪い中出し お前なんか誰の子種ともわからぬまま妊娠してしまえ!（8月24日、ケイ・エム・プロデュース）他出演:佐々木渚沙、島田香奈、吉川萌
- ベロ長美女に顔面舐め回されたい。4（8月25日、アロマ企画）
- 変態イラマチオオナニー（8月25日、アロマ企画）他出演:元木ひなよ、花泉結香、安藤なつ妃
- 寸止め 17（9月14日、クリスタル映像）他出演:伊藤あずさ、佐山琴美、藤咲飛鳥、中村さら、牧野ゆうひ
- 男殺油地獄（9月18日、レアル・ワークス）共演:大石もえ、七瀬たまき
- J－Lady（10月19日、LEO）他出演:石原あすか、長澤りか、蝦原かのん
- 素人通販 05 DX れなちゃん 23歳/AV女優（10月20日、プレステージ）
- AV女優限界突破!!（10月24日、エイチエス映像|エイチ・エス映像）
- ドS痴女ダブルマッサージサロン（12月1日、ワンズファクトリー）共演:風間ゆみ
- 悪酔い美人姉さんたちが朝まで無礼講ち○ぽ遊び（12月13日、アロマ企画）共演:黒澤エレナ、早坂めぐ
- 彼女のカノジョと *26（12月14日、ゴーゴーズ）共演:早坂めぐ
- 感じる女の表情と腋の下（12月19日、BRAVO）他出演:北原麗子、長谷川あゆみ、河本愛、若槻めい、春うらら、愛菜りな、葉月志保、北崎未来、月嶋りお、琴野まゆか、伊藤あずさ
- 乱舞ル・フィッシューボンデージレズ・陵辱の掟 CASE 8（12月25日、WEEKENDER）共演:細井恭子、相川るい
- 怒り手コキ2（12月25日、しのだプロジェクト）他出演:堀口奈津美、早坂めぐ、緒川さら、中谷瑠華、上原優、下北やよい、森雫

2008年
- 私立女子C学校レズいじめ（1月5日、V&Rプロダクツ）共演:城本久美、間宮いずみ、上原優、大貫かりん
- club Face-to-Face 僕の間抜けなイキ顔を優しく顔見してください。（1月13日、アロマ企画）共演:鈴木ありさ
- 人間外（にんげんがい）（1月14日、姦姦倶楽部）他出演:桜木えり
- エロマンオフィスレディー（1月14日、LEO）他出演:中島京子、園原みか、絢音ミミ
- インテリ女だらけの痴女裁判所（1月17日、V&Rプロダクツ）共演:小林美沙、芹沢明菜、黒田もね、金城ひめ香、水原ひめ、小坂真希
- 巨痴女LEZ FILE2（1月25日、イズム）共演:むかいねね
- セクキャバレズ 6匹のレズ牝 濡れ乱れ快楽痴態（2月13日、アロマ企画）共演:瞳れん、春名えみ、榎本らん、小雪
- KISS MANIA キスマニア Vol.5（2月19日、ミスター・インパクト）他多数出演
- 女になれる着ぐるみ 2（2月21日、SODクリエイト）共演:折原れおな、椎名リカ、安藤未来
- ヒロイン陵辱 Vol.07 バードピンク編（2月22日、GIGA）
- 極上ベロベロリラックス ～芯まで癒すリップマッサージサロン～（2月25日、しのだプロジェクト…共演:藤井彩、真鍋美奈、瀬咲るな、一ノ瀬あきら
- 超長舌HARD CORE レズ（3月6日、ディープス）共演:沢尻もも美、那月りの
- 美脚×ローライズ短パン×露出デート（3月13日、マルクス兄弟）
- 巨乳制服コギャルズ学園（3月19日、イエロー）共演:長谷川なあみ、愛菜りな、蜜井とわ
- お姉さんの生パンスト（3月25日、しのだプロジェクト）他出演:堀口奈津美、真島みゆき、吉永夕子、浅尾真希、ゆかり
- 乱舞ル・フィッシュ case10 ボンデージレズ・陵辱の掟（3月25日、WEEKENDER）共演:陽多まり、上原優
- 僕を悩ますスケベなエロ母（3月28日、ビッグモーカル）
- 精子が8億匹作られるビデオ（4月1日 MOODYZ）共演:紅音ほたる、早坂めぐ
- 狙われた女教師（4月7日、マドンナ）
- ソフト・オン・デマンド調査隊現役超名門大学生童貞狩りをする美人家庭教師を探せ!（0月0日、SODクリエイト）共演:
- 美脚中出し VI（4月12日、隼エージェンシー）他出演:香椎杏子、花野真衣、結川るり、桜井春、堀口奈津美
- 乱手コキでベロちゅ～ 2 12人の接吻&手淫絶頂（4月19日、イエロー）他出演:小日向しおり、宮下まい、雨音しおん、魚住里奈、愛菜りな、長谷川なあみ、響鳴音、青木玲、我那覇レイ、北田優歩、福沢あや
- MODEL CLUB CLASS A ver.16（4月22日、silvia）
- 検証 感じて濡れる女性のマン汁とメコ潮 ～搾り溜め編（4月25日、アロマ企画）共演:城本久美
- こだわりの手コキ 4時間SP VIII 30人のハンドメイド（5月10日 隼エージェンシー）他29名出演
- 鬼フェラ地獄（5月16日、レアル・ワークス）共演:三浦亜沙妃
- パンスト妄想脚（5月19日、ミル）
- 官能小説朗読オナニ～ 2（5月19日、イエロー）他出演:小日向しおり、宮下まい、雨音しおん、浜崎りお、愛菜りな、長谷川なあみ、響鳴音、愛里ひな、福沢あや、蜜井とわ、永瀬あき
- パワハラ美人上司の美脚部下育成（6月5日、フリーダム）共演:藤咲飛鳥、天海ゆり、上原優
- パワハラ美人上司の豊満尻顔騎（6月5日、フリーダム）共演:藤咲飛鳥、天海ゆり、上原優
- パワハラ美人上司の接吻手コキシゴき（6月5日、フリーダム）共演:藤咲飛鳥、天海ゆり、上原優
- 媚薬FUCK（6月14日、隼エージェンシー）他出演:赤西涼、ほしのまき、永瀬あき、野中あんり、涼華りょう
- フェラ!!大好き!?13人のフェラ好きガールズ（6月14日、隼エージェンシー）他出演:南沙也香、花宮あみ、清原りょう、夏川るい、愛乃みく、福沢あや、香月藍、七瀬ゆうり、東野愛鈴、加藤はるな、綾瀬みゅう、藤咲飛鳥
- 潮吹きが2時間で出来るようになるDVD（6月19日、SODクリエイト）共演:紅音ほたる、大沢佑香、上原美菜、佐藤くるみ
- BIKINIマリンピック!!2008（7月15日、ミュージアム・ネクスト）共演:滝沢優奈、三浦亜沙妃、蝦川真理、綾瀬みさ、広瀬ゆな、澄川ロア、紅りんご、結川るり、真中かおり、成瀬まひる、若草ひより
- 美脚クラブ180（7月19日 ミスター・インパクト）他多数出演
- ハーレムリゾートギャルズ（7月20日、ミュージアム・ネクスト）共演:三浦亜沙妃、紅りんご、結川るり
- Finger Job!04（7月25日、映天）共演:凛
- 女社長と秘書の禁断な関係（8月8日 アウダースジャパン）共演:加藤ツバキ、七瀬ゆうり、今野梨乃
- DOKIレズ 25（8月8日 アウダースジャパン）共演:加藤ツバキ、七瀬ゆうり、今野梨乃
- ボトムライン 恥辱のボンデージFINAL（8月8日、WEEKENDER）共演:城本久美、桜沢まひる
- 浴衣乱交夏祭り（8月15日、ミュージアム・ネクスト）共演:滝沢優奈、三浦亜沙妃、蝦川真理、綾瀬みさ、広瀬ゆな、澄川ロア、紅りんご、結川るり、真中かおり、成瀬まひる、若草ひより
- 巨乳制服美少女学園 2（8月19日、イエロー）共演:辻さき、羽田夕夏、芽衣奈
- 脱ぎたてホクホクパンティー手コキ&フェラ（8月19日、イエロー）他出演:辻さき、浜崎りお、風間ゆみ、妃乃ひかり、飯島夏希、真田春香、永瀬あき、高瀬七海、澄川ロア、堀口奈津美、愛菜りな
- フェラマニア Vol.4（8月19日、ミスター・インパクト）他出演:小日向しおり、神楽ゆい、赤西涼、浅田ちち、国見奈々、愛乃みく、橘ひな、はるか悠、早乙女美奈子
- 陵辱巨乳診察室 中出し調教（8月21日、ヒビノ）共演:小坂めぐる
- レイプ!無人島サバイバー 捕まったら最後 LAST シーズン3（9月4日、サディスティックヴィレッジ）共演:小坂めぐる、真島めぐみ、永瀬あき、藍花
- 溢れだす美熟女の泉 ～おもらしオフィスレディ・優乃～（9月7日、マドンナ）
- THE 潮吹き 3（9月12日、クリスタル映像）他出演:大塚咲、星川麻美、神野楓
- 三十路妻中出しドキュメント（9月15日、小林興業）
- ハメてパコパコ!女優もスタッフもヤリまくりハメまくりの南の島!全10SEX!（9月18日、サディスティックヴィレッジ）共演:真島めぐみ、小坂めぐる、永瀬あき、本木優美、藍花、MIDORI、RINKA
- 真性潮吹き大乱交 かけまくり浴びまくり271発4時間（11月13日 MOODYZ）共演:水玉レモン、西野翔、大沢佑香、堀口奈津美
- メガフェラチオ ～デカチンを喉奥まで咥え込む女～（11月17日、レアル・ワークス）
- ちんぐり返しアナル舐め手コキ（11月19日、イエロー）他出演:永瀬あき、浜崎りお、高瀬七海、愛菜りな、澄川ロア、妃乃ひかり、堀口奈津美、葉月奈穂、北島玲、小森もも、一戸のぞみ
- 乳首をお留守にしない爆乳舐め Gカップ・美脚の舌長痴女二人が舐めつくす乳首レズ（11月21日 シネマユニット・ガス）共演:杏美月、七瀬ゆうり
- so Fantastic（11月25日 デジタルアーク）
- 匂いたつパンストの誘惑 ～勝気で美人な姉・優乃のモデル級美脚～（12月7日、マドンナ）
- ハーレム学園プレミアム VOL.3（12月7日、プレミアム）共演:浜崎りお、大沢佑香、村上里沙、あすかりの
- E-BODY SPECIAL -肉食獣の宴-（12月13日、E-BODY）共演:愛沢蓮、諸星セイラ、松生彩、有沢実紗、あのあるる、夏川亜咲、橘ひな、福山優、芹沢もえ

2009年
- 淫語中出しソープ 4（1月1日、AVS）
- 美脚太腿絞め 美女達のBeautiful leg 圧迫（1月15日、フリーダム）共演:YOKO、鈴木千里、辻さき
- 美人OLの誘惑から逃げ出せない僕の日常 ～地獄?の果てまで逃がさないわよ～（1月15日、フリーダム）共演:YOKO、鈴木千里、辻さき
- 拘束M男責め（1月15日、フリーダム）共演:YOKO、鈴木千里、辻さき
- 人妻のいけないお仕事（1月16日、Nadeshiko）共演:艶堂しほり
- Luv Cream 2（1月30日、デジタルアーク）
- 電気按摩地獄（2月5日、フリーダム）共演:鈴木千里、中川茅乃、YOKO、小林初花、辻さき、村上里沙、鈴木杏里
- 金蹴り悶絶地獄 ゴールデンボゥル・クラッシュ（2月5日、フリーダム）他出演:春野愛理、三浦恵舞、YOKO、MAKI、天音しずく、長谷川なぁみ、光矢れん
- 女王様と三人の女装子 2（2月25日、プールクラブ・エンタテインメント）
- 便器メンズ（2月25日、プールクラブ・エンタテインメント）他出演:遠藤はるか、長谷川千穂、中村シノ
- 皆が居るのに無理やり手コキする女（3月5日、フリーダム）他出演:春野愛理、三浦恵舞、光矢れん、天音しずく、長谷川なぁみ、MAKI
- ≪眼ガン顔ガン射シャ!≫ メガ精子砲（3月19日、GLAY'z）他出演:春野愛、杉本有紀、平塚ゆい、五十嵐こころ、綾瀬りさ、青木春、東条かれん、藤宮櫻花、河合みほ、美花ぬりぇ
- 素人女性モニター16名で徹底検証!!本気で女をイカせる男になれるエロビデオ（3月19日、ROOKIE）共演:赤西涼、樹林れもん、眞雪ゆん 他
- 近親相姦 VOL.17（3月19日、グローリークエスト）共演:若林美保
- 人妻潮吹き町内会（3月19日、イエロー）共演:堀口奈津美、藤宮櫻花、一戸のぞみ
- 薬漬けマンコ 全身クリトリス・淫乱パーティ（3月19日、ドグマ）共演:藤宮櫻花
- ハイレグファンタジー5（3月19日、ミル）
- 蛇舌! 2 究極の舌喉!これぞ神業ディープ・スロート（3月20日、映天）
- 世界で一番気持ちいいフェラチオ（3月21日、レイディックス）共演:雪野ひかる
- ナイトサファリ -夜尻擦りつけ-（4月3日、映天）他出演:澄川ロア、河本愛、芹沢舞、ひなのりく
- 即尺精飲公衆便女（4月3日、映天）他出演:雪野ひかる、愛乃彩音、高坂保奈美、神谷みさと、藤宮櫻花
- アナルを舐めながらち○ぽを手コキしちゃう私。（4月4日、SODクリエイト）共演:神崎レオナ、高原智美、星倉なぎさ、真咲南朋
- しつけてください 若妻・奴隷志願 優乃24歳（4月5日、ドリームチケット）
- 脚コキ48手（4月5日、フリーダム）
- 女囚奴隷収容所 罪を犯した女たち（4月7日、アタッカーズ）共演:早乙女ルイ、鷹宮りょう、吉沢みなみ
- 喉奥で尺られ丸呑みされちゃった僕の…（4月13日、アロマ企画）他出演:宝部ゆき、宮崎あい、菜菜美ねい、瀬名ミリア
- 鬼フェラ地獄スペシャル（4月17日、レアル・ワークス）共演:雪野ひかる
- チ○ポ丸呑み ディープスロート 2（4月18日、アイエナジー）
- スクール水着ローションパイズリ（4月19日、イエロー）他出演:風間ゆみ、真田春香、七瀬ゆうり、辻さき、北島玲、大塚咲、平井柚葉、石川みずき、一戸のぞみ、蜜井とわ、長谷川なぁみ
- 手コキはセックスより上級! 手コキ顔射で感じる彼女と僕（4月25日、レイディックス）他出演:若槻リカ、生田沙織、衣川音寧、片岡梨沙、立木ゆりあ
- くすぐり電マアクメ（4月24日、OFFICE K'S）他出演:日向ひな、彩花ゆめ、長谷川ココ
- 世界初!ハンズフリーオナニーvol.4 一日女優体験（4月30日、エイチエス映像）他出演:藤崎怜里、神楽メイ、佐々木渚沙、深津映見
- JK・女子校生の放課後 センズリお手伝いフェラ編1（5月1日、映天）他出演:秋月まひる、鈴木千里、MAKI、美花ぬりぇ、南しずか、涼宮ラム、青山ひかる、 東条かれん、流ダイヤ、青木菜摘、あすかみみ、阿部らん
- 人妻専科 回春マッサージで春を売っていた人妻たち VOL.06（5月9日、ラハイナ東海）他出演:柳田やよい、浅倉彩音、山口智美
- 星優乃が奥さんになってあげる 俺の嫁はフェラチオ中毒症（5月18日、レアル・ワークス）
- 実録 淫舌女王（5月19日、乱丸）
- 黒ストッキング足コキ（5月19日、イエロー）他出演:風間ゆみ、一戸のぞみ、辻さき、平井柚葉、蜜井とわ、佐伯奈々、澄川ロア、石川みずき、長谷川なあみ、北島玲、真田春香
- 男のドリームバケーション ビューティーギャルリゾート（5月20日、NEXT GROUP）他出演:三浦亜沙妃、桜井梨花、結川るり、村上里沙、前園リカ、紅りんご、葉月紗絢
- 神舌 フェラ天使（6月1日、ABC）
- 女医と婦長の禁断レズビアン（6月1日、MOODYZ）共演:北条麻妃
- 着衣パイズリ（6月5日、OFFICE K'S）他出演:日向ひな、宮崎あい、中山かすみ、黒沢エレナ
- 顔騎・尻コキ編 1（6月5日、映天）他出演:東条かれん、美花ぬりぇ、桃咲まなみ、鈴木千里、峰原ちの、流ダイヤ、あすかみみ、阿部らん、秋月まひる
- 禁断な従姉妹同士の関係（6月5日、アウダースジャパン）共演:松下ゆうか、鈴木ありす、小泉梨菜
- DOKIレズ 35（6月5日、アウダースジャパン）共演:松下ゆうか、鈴木ありす、小泉梨菜
- 新・熟亀頭責め 第一回戦（6月6日、ラハイナ東海）他出演:浅倉彩音、葉月奈穂、春樹レイ、山口智美
- 臭いチンポをディープスロートする女 -女現場監督・優乃-（6月7日、マドンナ）
- 拷問フェラくらぶDX2（7月1日、MOODYZ）共演:妃乃ひかり、一戸のぞみ
- 業界一の蛇舌でド変態の星優乃が鍵師となって一人暮らしの女性宅に不法侵入!狙った女は必ずレズレイプ!（7月23日、ディープス）
- MOODYZファン感謝祭 バコバコバスツアー2009 S級AVギャルのハメまくり大乱交!!（8月1日、MOODYZ）他多数共演
- フェラコレ 特別編 3時間まるごとWフェラ（8月15日 隼エージェンシー）他多数出演
- 人妻潮吹きソープランド（8月19日 YeLLOW）共演:堀口奈津美、大塚咲、松田早紀
- お漏らし恥辱オフィスレディ 美人OLを狂わす女の罠（9月1日、MOODYZ）共演:西野翔
- 街行く‘働く制服お姉さん’限定!過激でHなレズナンパ（10月1日、V（ヴィ））
- MOODYZファン感謝祭 裏バコバコバスツアー2009 本編未収録! 深夜のペニス吸引祭り!!（10月1日、MOODYZ）他多数共演
- フェラコレ 熟女編 9（11月15日、隼エージェンシー）他多数出演
- ソルトシャワー 熟若女のおしっこみせて!（11月19日、妄想族）他出演:中森玲子、稲森ケイト、芹沢舞、あすかみみ
- 美人新人女子社員 赤っ恥 催眠レクリエーション（11月25日、トラウマアート）共演:月野ひかり
- ディープス認定 初代猥褻女王決定戦!負けたら引退!淫乱アスリート佐伯奈々VS星“蛇舌”優乃（12月5日、ディープス）共演:佐伯奈々
- 羞恥! 男尊女卑!セクハラ! 某証券会社OL強制健康診断!（12月5日、サディスティックヴィレッジ）共演:村西まりな、江住梨杏、飯塚沙希、桃咲まなみ
- レズビアンベロちゅー（12月10日 YeLLOW）他多数出演
- 真性レズビアンのナマナマしいエロセックス（12月25日、ながえSTYLE）共演:杉本蘭

2010年
- THEガチンコプロレズ3 パロスペシャル、そしてふんどしデスマッチ 星優乃vsつぼみ（1月7日、サディスティックヴィレッジ）共演:つぼみ
- 肉食獣の宴 第二夜 〜着ててもわかる、イーボディ。（1月13日、E-BODY）共演:愛沢蓮、諸星セイラ、松生彩、有沢実紗、あのあるる、夏川亜咲、橘ひな、福山優、芹沢もえ
- 世界で一番大きなチンポを持つ男のSEX（1月19日、ROOKIE）共演:乃亜、晶エリー、早川瀬里奈
- ベロ痴女童貞狩り（1月25日、美）共演:堀口奈津美
- 接吻テロリスト 路上で起きる濃厚なクチビル交尾（2月18日、ディープス）共演:細川まり、向井ゆうき、月島美唯
- こだわりの手コキ人妻編 VI（2月25日、隼エージェンシー）他多数出演
- 美熟女お掃除フェラ 4（3月5日、OFFICE K'S）共演:小澤マリア、桐原あずさ、横山みれい、立木ゆりあ、平松絵理香
- 鬼フェラ地獄スペシャル（7月23日、レアル・ワークス）共演:川上ゆう
- 痴女フェラ最強王座決定戦2010 （10月15日、Million）共演:藤井シェリー、川上ゆう、北条麻妃
- マン汁べっちょり!まんぐり美熟女オナニー Vol.1（10月25日、AVS）他出演:三咲恭子、浅倉彩音、天音まりあ、北条美里
- 鬼フェラ地獄 Director’s cut 03 ～ハメチオ乱交編～（11月12日、レアル・ワークス）他出演:三浦亜沙妃、星野あかり、仲村ろみひ、RUMIKA、深田梨菜、風間ゆみ、高坂保奈美、雪野ひかる
- 女と女とニューハーフ 2（11月13日、U&K）共演:横山みれい、Ren.
- 窒息拷問イラマチオ2（11月18日、KEU）
- 浜崎りおのレズファン感謝祭!!（11月18日、ディープス）共演:浜崎りお ※脱ぎ無し
- Fantasticフェラチオコンピレーション8時間!（11月25日、Fantasista）他多数出演
- 人妻公衆電マ （12月17日、OFFICE K'S）他出演:桐原あずさ、音和礼子、藤宮櫻花、杉本亜美
- レズの鬼 4（12月24日、LADIES♀ROOM）共演:夏川るい、藤宮櫻花、七瀬たまき、香椎杏子、佐伯奈々、緒川さら、星川ヒカル、島田香奈、北島玲
- 世界で一番卑猥な接吻 5（12月25日、ながえSTYLE）共演:若菜あゆみ、三橋ひより、艶堂しほり

2011年
- あ〜やらしい!16 フェラ女神 夢の口技ごっくんスペシャル（1月8日、asfur）共演:星野あかり、村上涼子
- 長〜い蛇舌でリンパマッサージ!卑猥!舐めレズエステサロン!（1月13日、U&K）共演:横山みれい、青山真希、美山蘭子、水玉レモン、星野あかり
- 10人姉妹の真ん中に男は僕1人だけ! 大家族3 中田家のお正月 〜年が明けてもボクのビッグダディ（チ○ポ）は休む暇なし!〜（1月20日、DEEP'S）共演:横山みれい、安西優子、このは、平松恵理香、他
- ペニバン レズビアン（1月28日、LADIES♀ROOM）共演:水沢ほたる、高橋ケイト、風間ゆみ、瞳れん、立花里子、島田香奈、山本瞳子、青木あさみ、あいら
- ザーメンBAR（2月4日、K's WORKS）共演:美神あおい、藤宮櫻花、宮内恋、音和礼子
- 星優乃のアナコンダフェラに耐えたら10万円差し上げます（2月11日、M）
- 気狂いおもらしオナニー 「おまんこビクビク溶けだしてるみたい…」（2月13日、窟）共演:宮川怜、戸塚茉緒、浅田友紀、黒沢エレナ、みなみゆき
- MAXING 3D!（2月16日、MAXING）共演:大沢つくし
- ごっくん （2月19日、KEU）他出演:大沢美加、早乙女らぶ、みづなれい、美月、かなた美緒、早乙女ルイ、ましろ杏、野中あんり、桜庭彩
- 「どっきり? ビックリ!」素人ナンパ! 〜AV生放送!「星優乃のAV生で見ませんか?」で博多っ娘をナンパしました…〜（3月2日、チーム川崎）
- ギガフェラチオ 2D＆3D（3月11日、REAL）
- 夜這い・寝込みイタズラ（3月13日、窟）共演:宮川怜、黒沢エレナ、浅見友紀、宮崎茉緒
- 高身長OLはちびっこサラリーマンに夢中♥（3月19日、SOFT ON DEMAND）共演:雨宮琴音、澄川ロア
- ニューハーフ湯本千夏とLISAの精液を最後の一滴まで搾り取る強制射精!!vs星優乃の止まらない潮吹き!!（3月25日、TRANS CLUB）共演:湯本千夏、LISA
- 必殺口撃!男根二本食いフェラ（4月6日、チーム川崎）共演:三浦芽依、真鍋樹里、松下ゆうき、哀川りん、上村あずさ、青空小夏、鈴香音色
- プレミアム5周年記念特別作品 ノーパンベースボール・クラシック（4月7日、PREMIUM）共演:成瀬心美、つぼみ、泉麻那、RUMIKA、横山みれい、茉莉花、鷹宮りょう、水城奈緒
- 鬼フェラ地獄スペシャル（4月8日、KMP）共演:管野しずか
- ノンケでJKの私が下宿した先はビアンの女の人だらけ!ルームシェア♥レズ（4月21日、DEEP'S）共演:つくし、川上ゆう、大槻ひびき
- 犯されたニューハーフ達（4月25日、TRANS CLUB）共演:彩瀬まい、宝生みなみ、他
- レアルガールズのキング・オブ・鬼チェアー アタリのイスで100万円！ハズレのイスで鬼イカセ（5月13日、KMP）共演:川上ゆう、小桜沙樹、つぼみ
- むっちり豊満なヒップの背後からいきり勃ったチンポで尻肉を撫で回す オイリーギャルにおしりコキ（5月25日、窟）共演:宮川怜、浅見有紀、黒澤エレナ、みなみゆき
- ねるとん紅鮑団 普段、生々しいAV撮影やモロ出し画像ばかり見て、男の欲求を満たす事に真剣なアダルト業界で働く日本一欲求不満でスケベな素人女子SP!（6月4日、A TO M）MCで出演
- KMPプロジェクトスペシャル企画! レアルガールズvsバズーカガールズ 本当にエロイのはどっちだ!?バズーカ編（6月10日、KMP）共演:吉川ゆあ、西山希、小桜沙樹
- KMPプロジェクトスペシャル企画! レアルガールズvsバズーカガールズ 本当にエロイのはどっちだ!?レアル編（6月10日、KMP）共演:小桜沙樹、吉川ゆあ、西山希
- ヌキサシバッチリ! オナニー専用ベストポジション素材集 レアルガールズ編（6月10日、KMP）共演:つぼみ、川上ゆう、小桜沙樹
- KMPプロジェクトフェラチオ祭 この世でフェラチオが上手い奴、出てこいやっ!スペシャル（6月10日、KMP）共演:藤井シェリー、麻倉憂、つぼみ、松すみれ、RUMIKA、小桜沙樹、北条麻妃 紗奈、川上ゆう、泉麻那、桜りお、鈴音りおな、吉川ゆあ、西山希、白鳥美玲、神咲詩織、瑠菜
- 大好き!!フェラ嬢王!!（6月13日、Mr.IMPACT）
- レズキスチンポ 3 レズキスの間におチンポ入れちゃいました!（6月14日、ラマニア）共演:羽田桃子、渚、藤江まみ、雨音しずく、宮村恋
- 女教師SEX4時間スペシャル（6月19日、YeLLOW）共演:北島玲、岡本渚、風間ゆみ、佐伯奈々、大沢佑香、鮎川なお、堀口奈津美、一戸のぞみ、白高ちさと、菜月紗良
- 雌女達の激しい接吻・鼻舐め交尾（6月20日、百合狂）共演:宮村恋
- ドピュドピュと精子ふき出す極太ディルド 中出しディルドオナニー（6月21日、ラマニア）共演:藤江まみ、樹林れもん、宮村恋
- 地獄の花嫁絶頂エステ 03（6月21日、MAD）共演:横山みれい
- 実際にあった!? 世にも奇妙なエロ体験 4時間（6月25日、新戦組）共演:望月加奈、山口真理、澤よし乃、愛川咲樹
- ニューハーフ女子校生vs肉食女教師・星優乃 黒ストッキング直穿き生ペニクリ生ま●こ濃厚レズセックス強制射精!!（7月7日、S+）共演:彩瀬まい、中林まい
- 星優乃のフェラしながらイキ狂い!!（7月12日、MAD）
- 指で割れめの部分を広げると、薄い陰毛の下の併せ目から紅色の肉が顔を覗かせる…まんこ・おまんこコレクション（7月13日、窟）共演:宮下ゆうこ、セイラ、星乃みう、桐生愛、宮崎まお、小野理菜、愛音ゆり、桐生さくら、黒沢エレナ、若菜あゆみ、仙道春奈、宮川怜、みなみゆき、杉浦アリス、浅見有紀、月城ひとみ、咲あやか、藤原美恵、安藤なな、亜由美、持田優美香、新山ゆきみ、高島寧音、新山みずほ、新井渚、松若つばさ
- 四つん這いで竿を後ろに倒されアナルから雁先まで舐めしゃぶり その2（7月13日、AROMA PLANING）共演:柳田やよい、若菜あゆみ、音和礼子、大堀香奈、風見渚、小峰ひなた
- ド新人爆乳Iカップノンストップ3P＋a蛇舌（7月19日、エンペラー）共演:河瀬リナ
- オトコノ娘アイドル 2〜優華にゃんは、姉…星優乃の着せ替え人形〜（7月19日、オトコノ娘LOVE）共演:早乙女優華
- 世界一のチ●ポを持つウェル・スミス氏の白目むくまでガン突き10FUCK!!! 4時間（7月22日、NON）共演:小宮ゆい、鷹宮りょう、つぼみ、一戸のぞみ、恵けい、美月、佐倉美佐、小林さとみ、篠めぐみ、村西まりな
- ニューハーフ全身性感帯化計画!!特注ローション大量ぶっかけ射精!!女優星優乃に生中出し!!中林まい（7月25日、TRANS CLUB）
- パンツ貫通ねじ込み ディルドオナニー（8月9日、ラマニア）共演:宮村恋、瀬奈ジュン、松下カレン、和田亜佐美
- 病みつきディルドゥオナニー 2（8月25日、窟）共演:宮川怜、みなみゆき、浅見友紀、黒澤エレナ
- フェラチオサバイバル（8月26日、レアルワークス）
- 大人美人な人妻たち（9月9日、Nadeshiko）共演:姫野愛、黒木麻衣、横山みれい、北条麻妃、楓まお、中森玲子、澤村レイコ、艶堂しほり、川上ゆう、村上涼子、鮎川みさと
- キチ○イチンポハンター（9月16日、淫熟）共演:桐原あずさ
- イキまくっても失神しても絶対に止めない有名女優ノンストップ5P!!（9月19日、Emanuelle）共演:細川まり
- 唾液まみれのベロチュウや乳首舐めされながらの極上手コキ2（9月19日、FETISH BOX）共演:木下あげは、藍野夢、大島なつ
- イイ女限定！！たっぷり射精出来る貴方だけに語りかけるオナニー専用のオナニーDVD（9月19日、Emanuelle）共演:紫彩乃、細川まり、白鳥るり、倖田李梨、浅倉彩音、北谷静香、三浦加奈、結城みさ、中園貴代美
- 有名熟女限定!!都内出没露出ナマハメSEX強制生中出し!!（9月19日、Emanuelle）共演:細川まり、結城みさ、浅倉彩音
- ベロレズ 舌の長い女キス＆ぺってぃんぐ（9月23日、LADIES♀ROOM）共演:横山みれい、園田ユリア、桜りお、管野しずか、大槻ひびき、水玉レモン、星野あかり
- 肉食痴女 スペルマニア（10月1日、FETISH BOX）共演:吉岡奈々子、小倉もも、桐生さくら
- きまぐれ☆ボンテージクイーンのM男調教 5（10月5日、MAZO BOYS CLUB）
- 青空ゴックン!!搾りたての精液が飲めるザーメン牧場（10月6日、SOD）共演:あすかみみ、早乙女ルイ、おぐりみく、水澤りの、美希
- 聖水レズビアン（10月7日、DiVA’s）共演:桐原あずさ、水嶋あい
- リピーター続出!! 特別授業が噂の家庭教師（10月14日、UP'S）共演:藤月ちはる
- 笠木忍とレズれ!!〜伝説のM女優・笠木忍vs業界屈指の痴女優・星優乃＆宮村恋＆ニューハーフ美少女・綾咲さやか本気喰い!!〜（11月19日、Emanuelle）共演:笠木忍、宮村恋、綾咲さやか
- 責められ好きの方専門ビデオ!!絶対にオナニーをしたくなる痴熟女顔騎＆ザーメン狂い!ナイスな5人!!（11月19日、Emanuelle）共演:中園貴代美、結城みさ、浅倉彩音、細川まり
- え!寝起きにですか？S級男優が有名痴女優たちに顔騎、潮吹き、W痴女3Pされる寝起き逆夜這い!!（11月19日、Emanuelle）共演:結城みさ、浅倉彩音、細川まり、倖田李梨
- 紅蓮のアマゾネス 〜泣き喚きながら逝かされる男たち〜 EPISODE 01（11月25日、MOTHERS）共演:大塚咲、結城みさ、細川まり

2012年
- 貴方だけに見せつける!!艶女レズ職人女優の絶対にヌケる一本!!（1月1日、Emanuelle）共演:結城みさ、浅倉彩音、朝霧一花、蒼乃幸恵、細川まり、川上ゆう、風間ゆみ
- 有名熟女優が嫌がるニューハーフをガチでハメる!ハメ倒す!!3（4月1日、Emanuelle）共演:倖田李梨、愛川めい、早乙女優華、佐藤ひろみ、愛沢寧々、結城みさ、川上ゆう、風間ゆみ、小南優奈
- 痴女軍団があなたの自宅へ電撃訪問!（4月12日、GALLOP）共演;北条麻妃、浅倉彩音、甲斐ミハル、石原あすか、滝沢のぞみ、愛あいり、中森玲子、風間ゆみ、川上ゆう、鷺沼由衣香
- 神舌業!（4月15日、Viking）
- 黒ストッキングが似合う女子校生は美脚ニューハーフ 5 vs美熟女 黒ストッキングの奥に隠されたペニクリを痴女教師が狙うニューハーフ射精（5月25日、TRANS CLUB）共演:愛沢寧々、りん、結城みさ、可愛ゆい、愛原みき、川上ゆう
- 月刊ジャネス 長身美女に責められたいDX（6月5日、JNS）共演:星崎アンリ、藤沢未央、甲斐ミハル、若林美保、鷹宮りょう、水野美香、櫻井ゆうこ、愛あいり、雨宮琴音、吉岡奈々子
- 有名熟女優が嫌がるニューハーフをガチでハメる!ハメ倒す!!4（6月19日、Emanuelle）共演:川上ゆう、まりか、倖田李梨、愛原みき、彩瀬まい、湯本千夏、内田美奈子、伊織涼子、りん、可愛ゆい
- 卑猥すぎる美熟女フェラ! 絶対に射精できる主観大量ローション全身ぶっかけパイズリまんコキフェラチオ!!（8月19日、Emanuelle）共演:風間ゆみ、日向みのり、川上ゆう、遥めぐみ、柳田やよい、雨宮琴音、まりか、内田美奈子、白鳥美玲
- M男悶悦 ペニバン天国 4時間（9月15日、MBC）共演:星優乃、琥珀うた、野中あんり、希咲エマ、小峰ひなた、白咲舞、平子知歌、白河雪乃、橘なお、小桜沙樹
- ペットM男を飼育するQUEENたち 180分スペシャル（9月25日、MBC）共演:泉麻那、小桜沙樹、沢尻桃華、大槻ひびき、希咲エマ、平松恵理香、雨宮琴音
- ビューティフルレズビアン III（10月26日、LADIES♀ROOM）共演:星野あかり、水玉レモン、藤宮櫻花、島田香奈、北田優歩、愛音ゆり、長瀬あき
- 噂の穴場に出没する即ヤリ美女（10月26日、Mellow Moon）共演:石倉えいみ、村上涼子、花木あのん、森ななこ、妃悠愛
- 猥褻レズエステ（11月23日、レディース・ルーム）共演:星野あかり、水玉レモン、横山みれい、中森玲子、葉月奈穂、大塚咲、浅倉彩音

### イメージビデオ
- フレアミニの女<身長172cmバージョン>（2007年5月18日、心交社）
- 長身×美形×美脚尻×コスプレ Part 1/星優乃、麗花（2007年10月12日、心交社）
- 長身×美形×美脚尻×コスプレ Part 2/星優乃、麗花（2007年11月16日、心交社）
- 感じる脚と尻（2009年3月19日、心交社）
- 妄想X S級女優の旬感エクスタシー/06（2009年7月25日、ジュエリー・ボックス）
- 感じる脚と尻 特別編/星優乃、羽鳥涼子（2009年9月18日、心交社）

### オリジナルビデオ
- 有名AV女優が語る不思議で怖い体験談（2011年7月15日、thebloom）鏡麗子、星野あかり

### テレビ
- 裸のニュースステーション3 （パラダイステレビ、2008年9月 - 2009年9月）
- NEWS ERO（パラダイステレビ、2009年10月 -2010年3月）
- 探せ!ボクらのぷるる～ん娘 （MONDO TV）

### 舞台
- アフリカ座VIVID COLOR vol.3 サリー【s'æli】（2011年5月20日-23日、TACCS1179）
- アフリカ座VIVID COLOR vol.4「Re:born〜リボン〜」（2012年2月11日-14日、TACCS1179）

### 映画
- いいなり未亡人 後ろ狂い（2010年公開、オーピー映画）
- 人妻旅行 しっとり乱れ貝（2011年公開、オーピー映画）
- 義父の求愛 やわ肌を這う舌（2012年1月公開、オーピー映画）・・・監督：竹洞哲也、出演：つるのゆう、星優乃、かすみ果穂